# Usibelli (Alaska)
Usibelli es un área no incorporada ubicada en el borough de Denali en el estado estadounidense de Alaska.

## Geografía
Usibelli se encuentra ubicado en las coordenadas 63°51′41″N 148°46′49″O / 63.86139, -148.78028.